# Veliki komet iz leta 905
Véliki komet iz leta 905 (oznaka C/905 K1) je komet, ki so ga kitajski astronomi opazili zvečer 18. maja leta 905 .
Komet je spominjal na Venero. Imel je rep dolg okoli 50°. Opisali so ga kot krvavo rdečega. Zanj je značilno, da je kazal večje število žarkov iz jedra. 
Komet so verjetno videli tudi v Evropi, vendar poročila o njem niso zanesljiva.
Hasegava je bil edini astronom, ki je leta 1979 poskušal določiti tudi tirnico kometa. Njegovi izračuni kažejo, da je komet preletel prisončje 26. avgusta na razdalji samo 0,2 a.e. od Sonca.